# Abramo Spinelli
Abramo Alessandro Spinelli (Osio Sotto, 19 agosto 1855 – Bergamo, 24 novembre 1924) è stato un pittore italiano ottocentesco formatosi presso l'Accademia Carrara di Bergamo alla scuola del pittore classicista Enrico Scuri.

## Biografia
Nativo del comune bergamasco di Osio Sotto e allievo di Enrico Scuri alla Scuola di Pittura dell’Accademia Carrara fino al 1876, al pari di Ponziano Loverini, Giovanni Cavalleri, Giacomo Calegari e Rinaldo Agazzi, si iscrive in seguito all'Accademia di Brera di Milano.
Risiedette a Bergamo  dal 1878 frequentando il Caffè Carini, punto di ritrovo della tarda Scapigliatura cittadina e partecipando alla fondazione del Circolo Artistico. La sua produzione riguarda prevalentemente dipinti riguardanti temi sacri, contraddistinti dalla scelta di soggetti popolari che esprimessero in una dimensione reale e drammatica lo svolgersi degli eventi, riprendendo quindi i temi della corrente pauperista interna alla Chiesa cattolica.
Muore a Bergamo nel 1924.

## Dipinti
- San Lorenzo, San Barnaba, San Giovanni Evangelista e San Giuseppe col Bambino Gesù (1884), chiesa di Nostra Signora del Sacro Cuore di Gesù, Zogno[3];
- Il Martirio di San Donato e La Gloria di San Donato (1888), Santuario di San Donato a Osio Sotto;
- Parroco Pagnoncelli Don Angelo (1889), Parroco Carminati Giovan Battista (1900) e Cardinale Antonio Agliardi (1915) nella chiesa parrocchiale di San Zenone a Osio Sotto;
- Imposizione del nome a Giovanni e Decollazione (1889), chiesa parrocchiale di Palazzago[4];
- Sant’Antonio da Padova in adorazione della Madonna col Bambino (1889), Sacra Famiglia (1892) e Annunciazione (1896), chiesa parrocchiale dei SS. Protaso e Gervaso di Gorgonzola[5];
- Addolorata e Vergine del Rosario (1900), chiesa parrocchiale di Santa Maria Assunta di Brembate di Sopra[6];
- San Giovanni Battista (1900), Chiesa del Santissimo Redentore di Seriate[6];
- Sacra Famiglia (1900), Chiesa di Santa Maria Immacolata delle Grazie, Bergamo[7];
- San Antonio di Padova (circa 1900), olio su tela, Cappella del Santo Jesus della Chiesa di Santa Maria Immacolata delle Grazie, Bergamo[8];

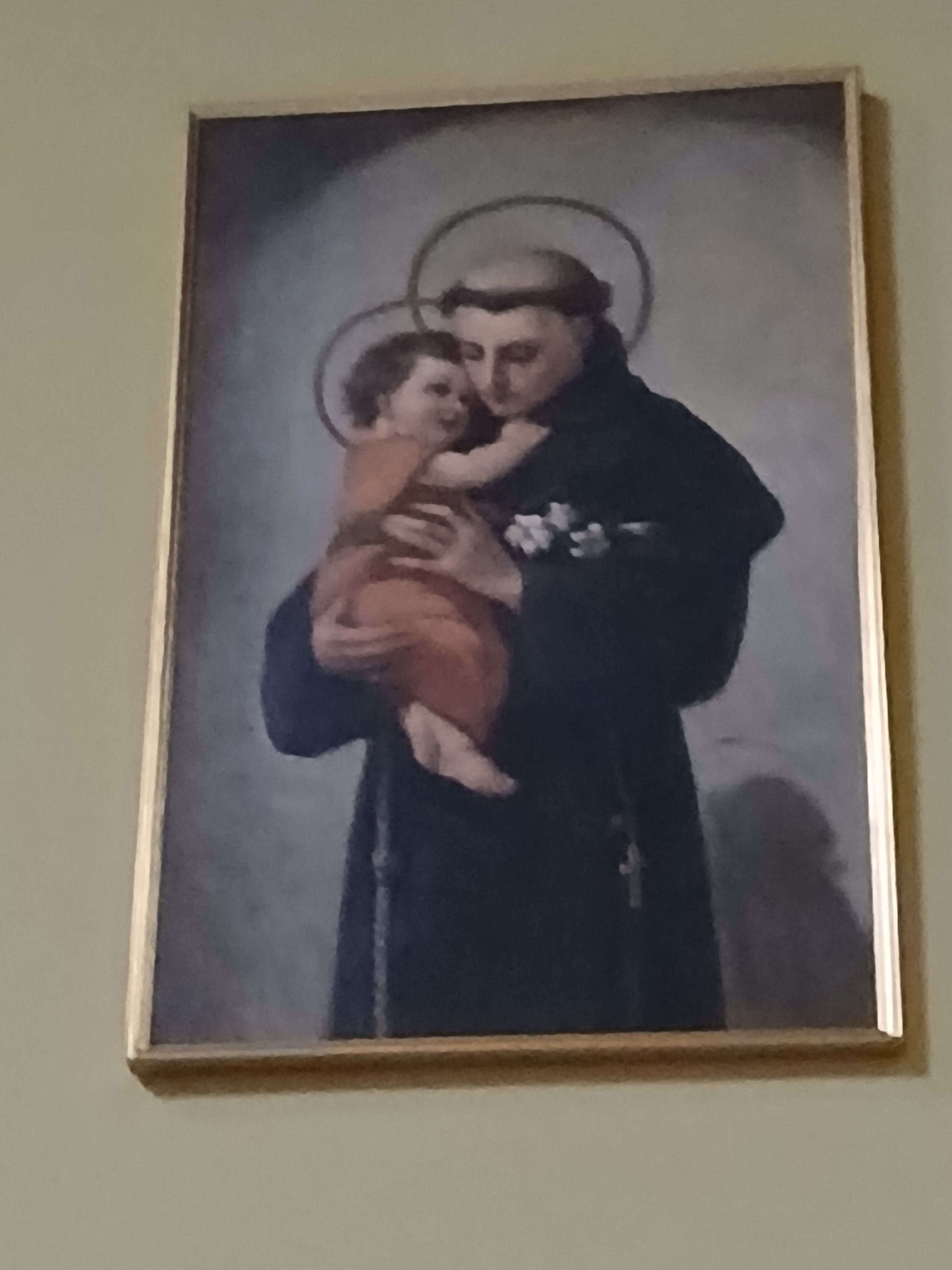
San Antonio da Padova, Chiesa di Santa Maria Immacolata delle Grazie, Bergamo

- Re David, Davide suona la cetra e Santa Cecilia (1903), chiesa parrocchiale di Santa Maria Assunta di Chiuduno[9];
- Vergine Immacolata e Madonna col Bambino, chiesa di Sant’Antonio a Locate Bergamasco[10];
- Madonna di Pompei (1905), parrocchia Santi Martino, Carlo Borromeo di Adrara San Martino;
- Apparizione del 1 luglio 1558 (1912) e Ritratto del mons. Radini (1916), Santuario della Madonna della Foppa a Gerosa;
- Sant'Agnese (1913), Chiesa di San Lorenzo Martire, Ghisalba[11];
- Annunciazione, Visitazione di Maria,  La nascita di Gesù, Gesù al Tempio, Gesù nell’orto dei Getsemani, Cristo alla colonna, La Salita al Calvario e la Crocifissione, Chiesa Parrocchiale della Sacra Famiglia in Ghiaie di Bonate Sopra[10];
- Addolorata e Vergine del Rosario, chiesa di Santa Maria Assunta di Brembate di Sopra[12];
- Sacra Famiglia, chiesa di San Martino a Carvico[5];
- Decapitazione del Battista, Chiesa di San Giovanni Battista (Palazzago);
- Ritratto del cardinale Gusmini e Ritratto del prevosto Rinaldo Rossi, Collegio Vescovile Sant'Alessandro di Bergamo;
- Natività, Chiesa Parrocchiale di Sant'Antonio Abbandonato di Val Brembilla;
- San Luigi in Gloria, Chiesa dei Santi Pietro e Paolo di Verdello[13];

## Affreschi
- Madonna Immacolata in Gloria e Santi (1890), chiesa parrocchiale di Sant'Omobono Terme;
- Annunciazione (1890), Annunciazione e Sacra famiglia (1896), chiesa parrocchiale dei SS. Protaso e Gervaso di Gorgonzola;
- Sant'Agostino scrive per ispirazione divina (1900), chiesa parrocchiale di Sant'Omobono Terme[14];
- La deposizione dalla croce nella lunetta dell'abside della Chiesa dell'Adorazione dell'Istituto delle Suore Sacramentine nel Borgo San Leonardo di Bergamo[15];
- San Giovanni Battista (1900), chiesa del Santissimo Redentore di Seriate;
- Santa Agnese (1900), Chiesa di San Lorenzo Martire di Ghisalba;
- L'Immacolata su un prato di gigli con Angeli e Sante (1904), portale d'ingresso alla Chiesa di Santa Maria Immacolata delle Grazie, Bergamo[16];
- San Giorgio, Eucarestia (1909) nelle arcate della Chiesa di San Giorgio a Boltiere (1909)[17];

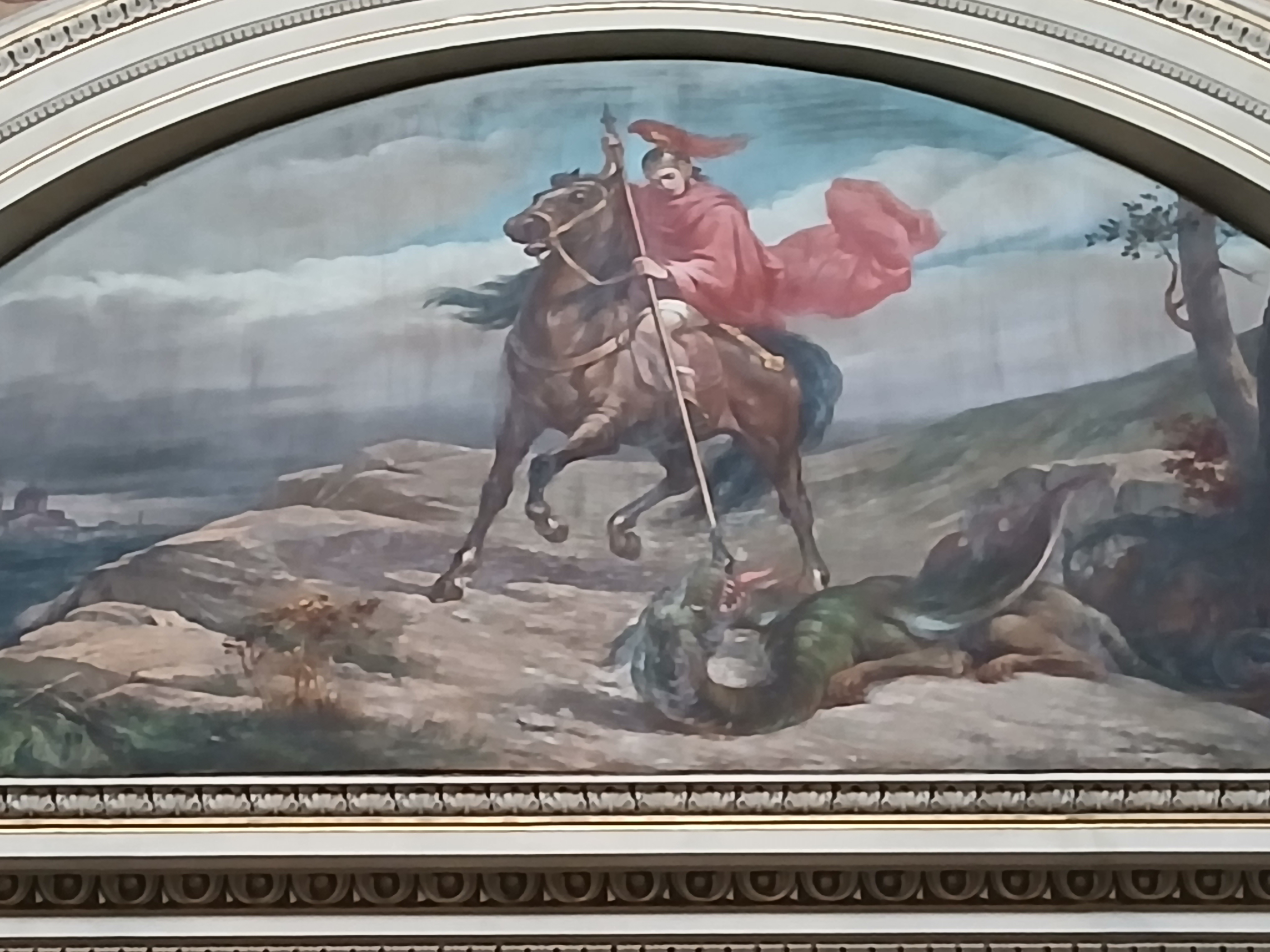
Affresco, Chiesa di san Giorgio martire a Boltiere

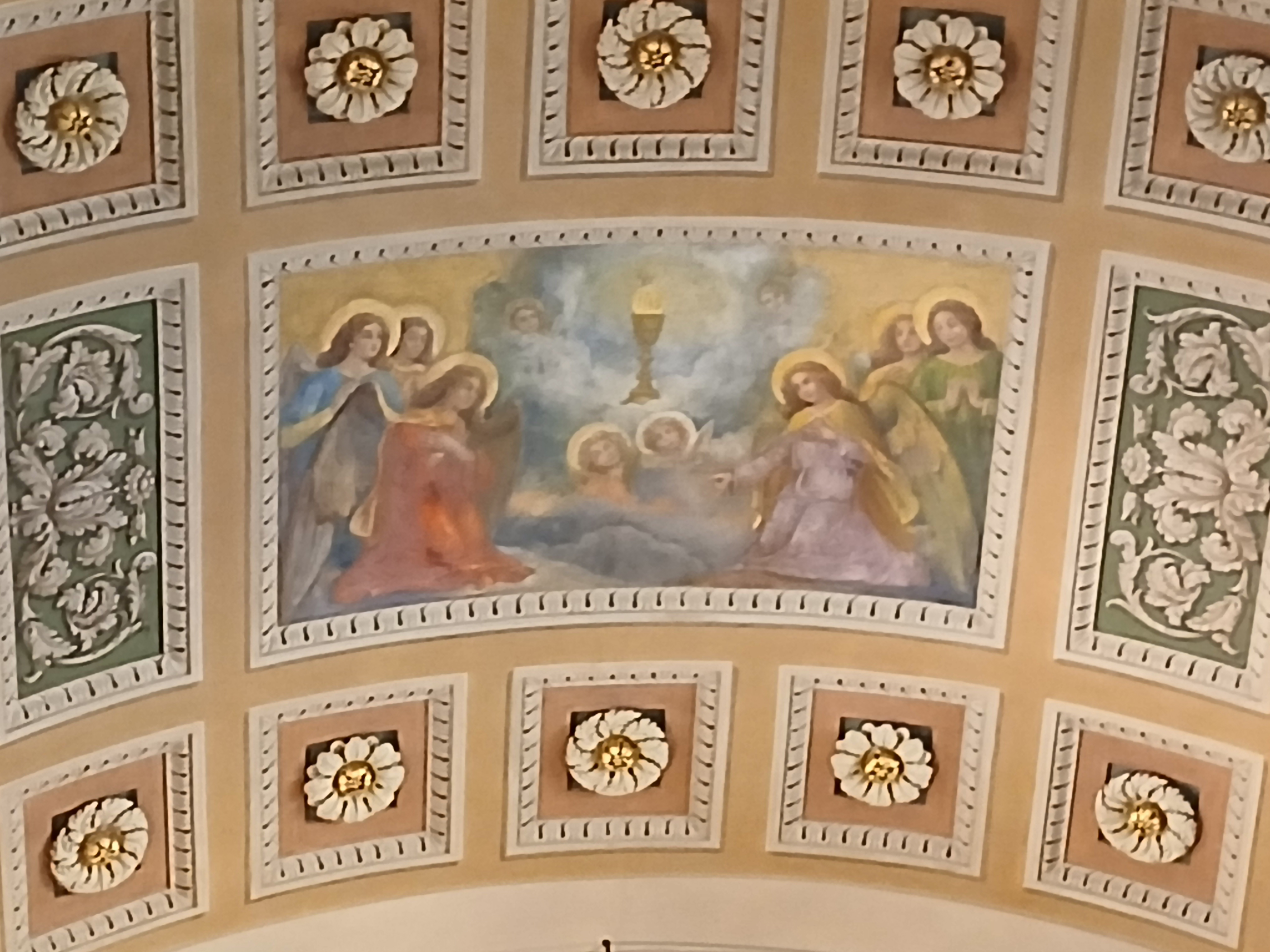
Eucarestia, chiesa di san Giorgio martire, Boltiere (1909)

- Affreschi delle volte e dell'abside (1912), Chiesa di San Giovanni Battista,Sotto il Monte Giovanni XXIII[18];
- Angioletti con Mitra e Pastorale, San Zenone predica alle genti, Angioletti con Bandiera e Sant’Alessandro predica alle genti (1924),  chiesa parrocchiale di San Zenone a Cisano Bergamasco;
- Incoronazione della Vergine e Assunzione di Maria, Chiesa Parrocchiale della Sacra Famiglia in Ghiaie di Bonate Sopra[10];
- Affreschi nella chiesa di San Zenone, Osio Sotto[19];
- Affreschi nel Santuario della Madonna della Scopa di Osio Sopra[20];
- Affreschi nella chiesa parrocchiale dei Santi Pietro e Paolo di Grignano[21];
- San Luigi in Gloria, chiesa dei Santi Pietro e Paolo di Verdello;
- Sant'Antonio Abate, Chiesa di San Michele Arcangelo, Arcene;
- Affreschi presso la chiesa parrocchiale di San Bartolomeo a Cornalta di Bracca.